# 《新华日报》（华北版）创刊地旧址
《新华日报》（华北版）创刊地旧址，位于山西省长治市沁县南里乡东林村后沟自然村，是一处山西省文物保护单位。
2021年8月4日，《新华日报》（华北版）创刊地旧址公布为第六批山西省文物保护单位，年代为1938年，近现代重要史迹及代表性建筑类，编号6-351。